# Miller-Gletscher
Der Miller-Gletscher ist Gletscher im ostantarktischen Viktorialand. Er liegt in einem Gebirgseinschnitt und verbindet den Cotton- mit dem Debenham-Gletscher.
Die geologische Westgruppe unter der Leitung des britischen Geografen Thomas Griffith Taylor entdeckte den Gletscher bei der Terra-Nova-Expedition (1910–1913). Taylor benannte ihn nach Malcolm James Miller (* 1838), Bürgermeister der neuseeländischen Hafenstadt Lyttelton und Inhaber der Werft, in dem das Expeditionsschiff Terra Nova vor der Abreise in die Antarktis instand gesetzt wurde.